# Desiderius (König)
Desiderius († nach 786) war der letzte Langobardenkönig, er regierte von 757 bis 774.

## Leben

### Herkunft und Aufstieg
Desiderius stammte aus Brescia. Er scheint nicht der langobardischen Adelschicht zu entstammen, sondern ging wohl aus dem sich um diese Zeit neu bildenden Dienstadel hervor. Unter König Aistulf wurde er zunächst Marschall (comes stabuli), später Statthalter (Dux) der Toskana.
Nach dem Tod von König Aistulf Ende 756 versuchte dessen Bruder Ratchis noch einmal, die Macht zu ergreifen. Im Norden konnte er sich zunächst durchsetzen. Die mittel- und süditalienischen Dukate Spoleto und Benevent wurden wieder autonom. Dux Desiderius von Tuscien beanspruchte ebenfalls den Thron. Durch sein Amt verfügte er über beachtliche militärische Ressourcen, wenn ihm auch zunächst die Unterstützung der Nobilität gefehlt haben mag. Er verbündete sich mit Papst Stephan II. und Abt Fulrad, einem Diplomaten des Frankenkönigs Pippin des Jüngeren, denen ein schwacher Langobardenkönig recht war. Desiderius erhielt diplomatische und militärische Unterstützung gegen die Zusage, die Städte Faenza, Imola, Ferrara, Osimo, Ancona, Bologna und Numana dem Papst zu übergeben. Angesichts dieser Widerstände scheint Ratchis abgedankt zu haben. Er zog sich jedenfalls wieder ins Kloster Monte Cassino zurück, Desiderius ließ sich zum König krönen.

### Herrschaft
Desiderius festigte die Stellung des Langobardenreichs, indem er 758 in das Dukat Spoleto einmarschierte, dux Alboin gefangen nahm und das Dukat zunächst nicht wieder vergab. Dux Liutprand von Benevent floh nach Otranto, und Desiderius setzte Arichis II. in dessen Amt ein, dem er seine Tochter Adelperga zur Frau gab. Im Jahre 759 ernannte er seinen Sohn Adelchis zum Mitkönig, um die Nachfolge zu sichern. Desiderius und Adelchis beschenkten das von Königin Ansa 753 gegründete Kloster San Salvatore in Brescia, dessen Äbtissin Desiderius’ Tochter Anselperga war, ebenso wie das Kloster Farfa in Spoleto, mit ausgedehnten Besitzungen.
Über den byzantinischen Proto-a-secretis (Gesandter) Georgios nahm Desiderius diplomatische Beziehungen zu Kaiser Konstantin V. auf, um ein gegen den Papst gerichtetes Bündnis zu schließen, das aber nicht zustande kam. Papst Paulus I. sah sich 759 von einer bevorstehenden byzantinischen Invasion bedroht und suchte durch fränkische Vermittlung ein Bündnis mit Desiderius. Im April 760 machte dieser den fränkischen Gesandten Bischof Remedius und dux Autchar Zugeständnisse. Kurz darauf kam es jedoch zu Konflikten mit dem Papst, weil Desiderius diesem entgegen einer vorherigen Vereinbarung mehrere Städte nicht überlassen wollte. Dieser Streit wurde nach langwierigen diplomatischen Verhandlungen, in die auch die Franken einbezogen waren, erst 765 beigelegt.
Er ging ein Bündnis mit Herzog Tassilo III. von Bayern ein, dem er um 764 seine Tochter Liutberga zur Frau gab.
Nach dem Tod Papst Pauls I. kam es in den Jahren 767 bis 768 zu Nachfolgestreitigkeiten, in die Desiderius eingriff. Der Gegenpapst Konstantin II. wurde abgesetzt. Die langobardische Partei unter dem Priester Waldipert konnte ihren Kandidaten Philipp jedoch nicht behaupten. Aufgrund der vorübergehenden Schwäche des Frankenreiches wurde Desiderius der Schutzherr des Papstes. Papst Stephan III. (768–772) war politisch weitgehend von Desiderius abhängig. Als Desiderius 769 in die „Wahl“ des Bischofs von Ravenna eingriff, verweigerte Stephan jedoch die Bischofsweihe.
Karl der Große heiratete 770 eine Tochter des Desiderius, deren Name unbekannt ist, und die Desiderata genannt wurde. Die Verhandlungen dazu waren von Karls Mutter Bertrada geführt worden, die damit das durch Aufstände und Erbstreit geschwächte Frankenreich nach Süden abzusichern plante. Nach dem Tode Karlmanns, des jüngeren Bruders Karls, im Jahr 771, floh Karlmanns Witwe Gerperga mit ihren Söhnen zu Desiderius nach Italien. Dieser suchte Papst Stephan III. in Rom auf und erreichte, dass dessen langobardenfeindliche Berater Christophorus und Sergius durch Paul Afiarta von der langobardischen Partei ersetzt wurden.
Nachdem Karl 772 seine langobardische Gemahlin verstoßen hatte, wurde Desiderius’ Hof zu einem Sammelpunkt der Opposition gegen den Frankenkönig. Im Frühjahr 772 besetzte Desiderius die Städte Faenza, Ferrara und Comacchio und plünderte das Umland Ravennas. Der Langobardenkönig drängte Papst Hadrian I., die Söhne Karlmanns zu fränkischen Königen zu salben, um den Papst in Opposition zu Karl dem Großen zu stellen. Der Papst weigerte sich und entfernte seine pro-langobardischen Ratgeber. Desiderius besetzte die Städte Senigallia, Jesi, Urbino, Gubbio und Otricoli, brandschatzte im römischen Dukat und marschierte schließlich gegen Rom. Er konnte angeblich nur unter Androhung des Kirchenbanns von einem Angriff auf Rom abgehalten werden. Auf einen Hilferuf Hadrians überquerten die Franken im Sommer 773 die Alpen.

### Ende des Langobardenreiches
Desiderius verschanzte sich in Pavia. Die Stadt wurde ab September 773 von den Franken belagert. Am 4. Juni 774, nach gut neunmonatiger Belagerung, kapitulierte Desiderius und übergab die Stadt. Er wurde mit seiner Gemahlin ins Frankenreich deportiert, wo sie den Rest ihres Lebens in der Abtei Corbie in Klosterhaft verbrachten. Lediglich sein Sohn Adelchis konnte nach Konstantinopel entkommen. Das langobardische Königtum ging auf Karl über, der sich in Pavia krönen ließ. Im Süden blieb das Herzogtum Benevent bis zur Eroberung durch die Normannen im 11. Jahrhundert selbstständig, wenngleich es auch zu den Satellitenstaaten des Fränkischen Reiches gezählt werden muss. Karl bestätigte auch die Pippinische Schenkung seines Vaters an die Kirche, aus der später der Kirchenstaat hervorging. Desiderius ist zuletzt im Jahr 786 bezeugt, sein genaues Todesjahr ist unbekannt.

### Das Desiderus-Kreuz

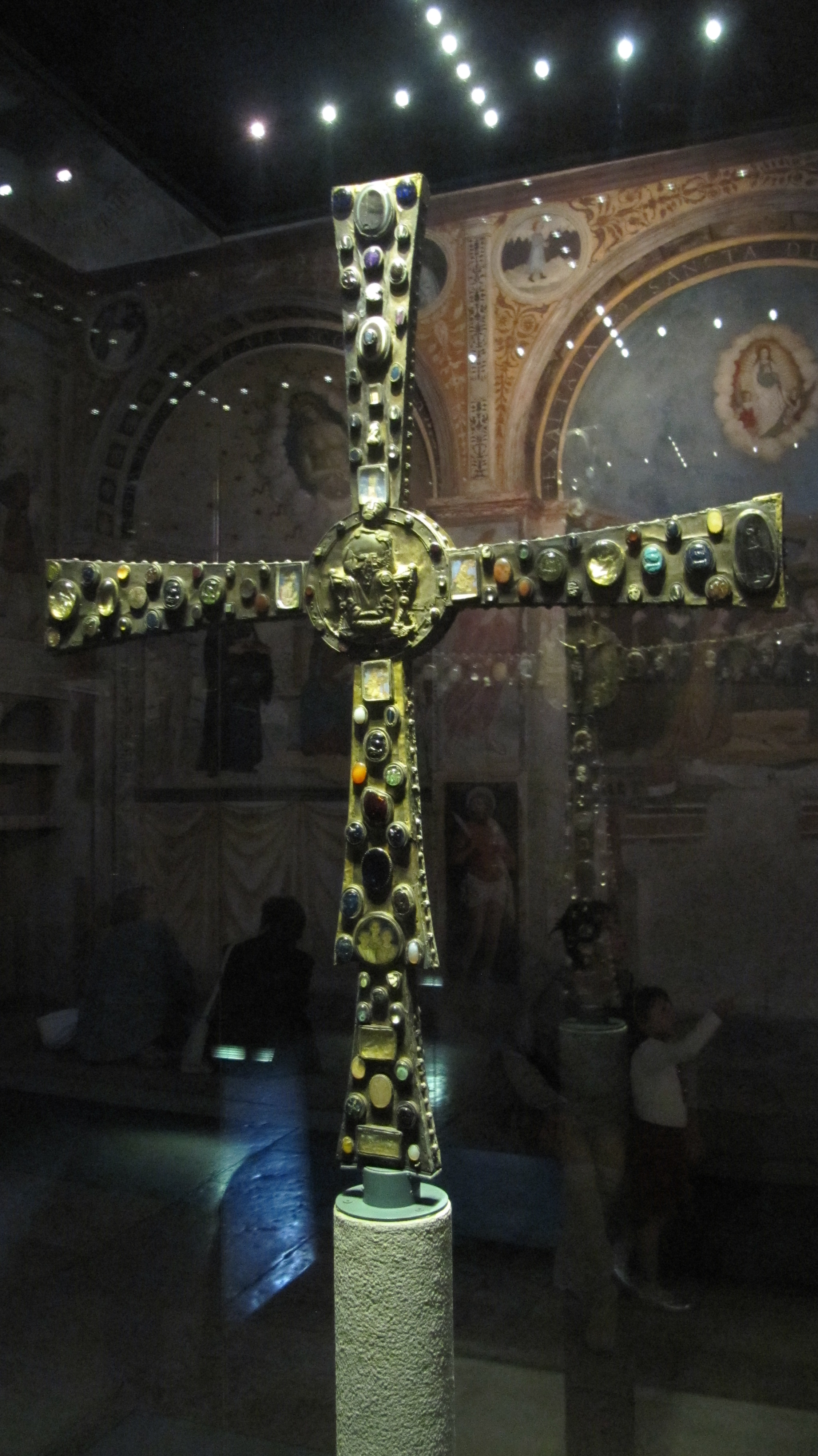
Das Desiderus-Kreuz

Das Kreuz des Desiderius im Museo Santa Giulia in Brescia ist ein möglicherweise bei Prozessionen genutztes Gemmenkreuz, welches über die Jahrhunderte hinweg in Gebrauch war und an dem sich fortlaufende Reparaturen und Ergänzungen nachweisen lassen. Man nimmt an, dass es dem Kloster Santa Giulia von Desiderius zur Gründung 753 n. Chr. als Weihegabe übereignet wurde.
Das Kreuz hat einen Holzkern, der mit gehämmertem Metall überzogen ist, das an den Seiten mit feinen Nägeln fixiert ist. Die Metallfassung ist besetzt mit 212 Halbedelsteinen, die wegen ihrer Güte und Größe nur aus einer königlichen Schatzkammer stammen dürften. Es finden sich auch römische Gemmen mit mythologischen Darstellungen aus der Antike (Herkules, Pegasus, Bellerophon), aber auch eine seltene Darstellung von Friedrich II. von Schwaben (13. Jahrhundert) eingearbeitet.
Im unteren Kreuzarm leuchtet ein Zwischengoldglas-Medaillon mit der Darstellung von drei Personen, die häufig als Tochter des oströmischen Kaisers Theodosius I. Galla Placidia mit ihren beiden Kindern Honoria und Valentinian III. benannt wurden, diese Interpretation wird mittlerweile bestritten.
Galla Placidia war von den Westgoten auf ihrem Heereszug nach Italien als Geisel genommen, verschleppt und dann mit Athaulf, dem  Schwager des Westgotenkönig Alerich zwangsverheiratet worden. Aber als Mutter des späteren Kaisers Valentinian III. herrschte Galla Placidia faktisch über mehrere Jahre als Regentin über das Weströmische Reich. Das Medaillon auf dem Kreuz des Desiderius stammt aus dem vierten Jahrhundert und trägt die Signatur eines Künstlers in griechischen Buchstaben, aber keine Benennung der dargestellten Personen.
Im Zentrum des Kreuzes findet sich auf beiden Seiten eine aus Gold getriebene Miniaturplastik, einerseits Christus als Weltenrichter auf einem Thron aus dem 10. Jahrhundert und auf der gegenüberliegenden Seite Christus am Kreuz aus dem 16. Jahrhundert. Die permanent gemachten Veränderungen bezeugen den fortlaufenden Gebrauch des Kreuzes im christlichen Ritus des Klosters Santa Giulia in Brescia.

## Familie
Desiderius war mit Ansa verheiratet, die ebenfalls aus Brescia stammte. Sie beeinflusste wohl vor allem Desiderius’ Religionspolitik und gründete mehrere Klöster (S. Michele und S. Pietro in Brescia). Der langobardische Geschichtsschreiber Paulus Diaconus bezeichnete sie nach gängigen Topoi der Panegyrik als coniunx pulcherrima, als sehr schöne Ehefrau.
Ansa und Desiderius hatten fünf Kinder. Vier Mädchen und einen Sohn. Von drei Mädchen ist der Name bekannt, sie enden mit perga.
- Anselperga, Äbtissin von San Salvatore in Brescia
- Adelperga, verheiratet mit Arichis II. von Benevent
- Liutberga (oder Liutpirc), verheiratet mit Tassilo III.
- N.N. verheiratet mit Karl dem Großen. Sie ist nicht identisch mit Gerperga, das ist eine Fehlinterpretation. Gerberga/Gerperga war die Gemahlin des Bruders von Karl dem Großen, Karlmann, die nach dessen Tod bei Desiderius Zuflucht suchte.
- Adelchis er sollte mit Karls Schwester verheiratet werden.